# Wzdłużnik
Wzdłużniki - elementy konstrukcyjne szkieletu tradycyjnej jednostki pływającej. Są to belki biegnące wzdłuż jednostki na całej jej długości lub tylko w jej części, rozmieszczone symetrycznie od wewnątrz po obu stronach dna, obła i burt, lub równolegle do nich we wnętrzu kadłuba. Stanowią wiązania poprzecznych elementów jednostki. Mogą spełniać dodatkowo funkcję oparcia dla innych elementów. Większość z nich nadaje jednocześnie jednostce kształt. Wzdłużnik nie może jedynie biec wzdłuż dna jednostki, gdyż znajduje się tam stępka z towarzyszącymi jej elementami.
W zależności od położenia w kadłubie wyróżnia się:
- wzdłużniki burtowe - umieszczone na różnych wysokościach wzdłuż burt, ale nie wzdłuż styku burty z pokładem lub dnem
- wzdłużniki denne - biegnące na różnych szerokościach wzdłuż dna, ale nie przy oble
- wzdłużniki obłowe - umieszczone na styku burty z dnem
- wzdłużniki pokładnikowe - biegnące wzdłuż styku burty z pokładem, mogą być oparte o ramę wręgową lub stanowić oparcie dla końców pokładników lub półpokładników (czyli końców belek zwieńczających ramę wręgową)
- wzdłużniki pokładowe - biegnące pod powierzchnią pokładu, ale bliżej osi jednostki niż wzdłużniki pokładnikowe
- wzdłużniki odcinkowe - wzmacniające, jeśli zachodzi taka potrzeba, inne wzdłużniki na części ich długości, np.
  - wzdłużniki wantowe - biegnące przy wzdłużnikach pokładnikowych, wzmacniające je w obrębie podwięzi wantowych
- wzdłużniki pośrednie - dodatkowe wzdłużniki spełniające tę samą rolę, co wzdłużniki denne lub burtowe, umieszczone pomiędzy nimi a stępką, obłem lub krawędzią pokładu